# Tambja amakusana
Tambja amakusana is een slakkensoort uit de familie van de Polyceridae. De wetenschappelijke naam van de soort is voor het eerst geldig gepubliceerd in 1987 door Baba.